# Pile 9 volts

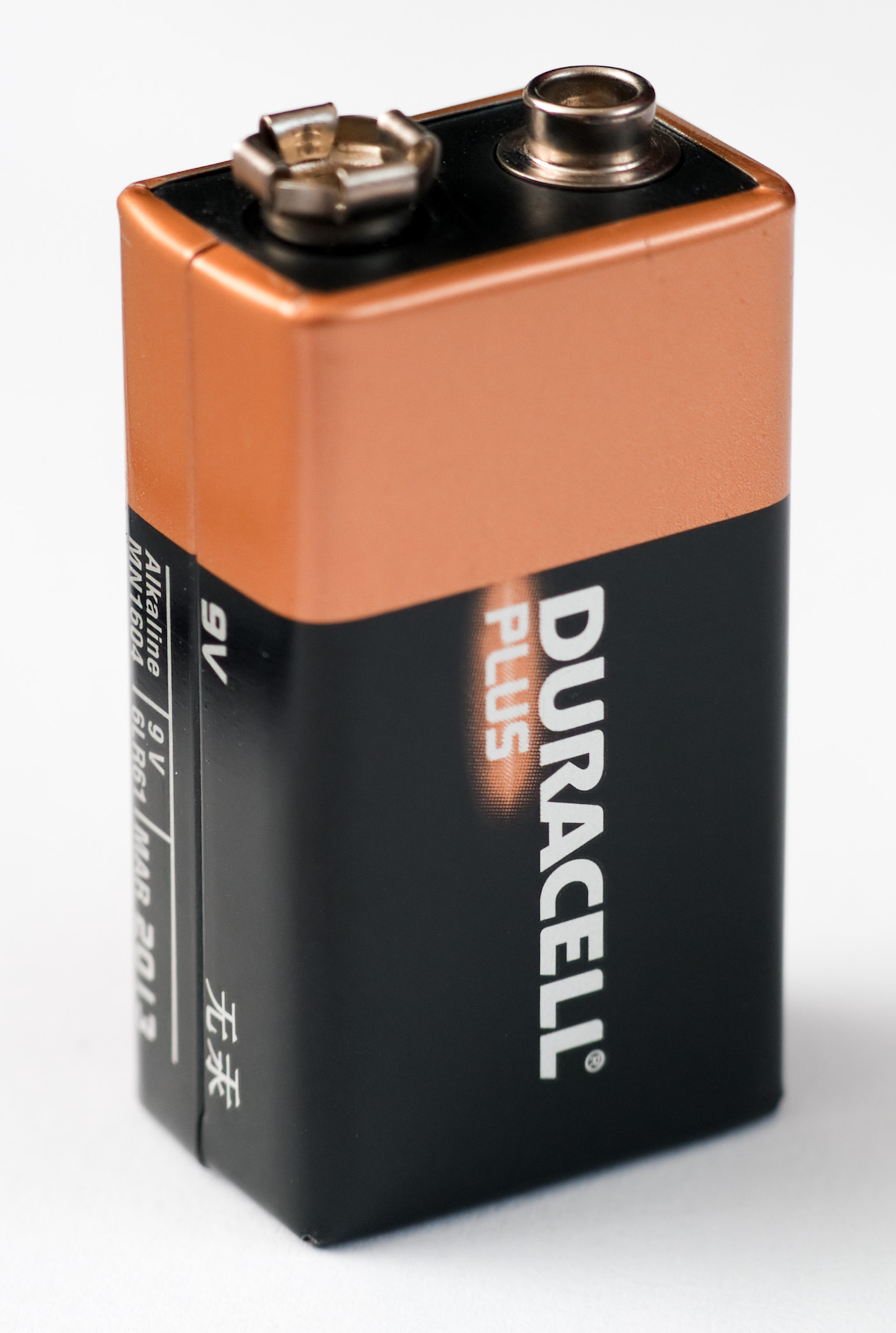
Pile 9 volts Duracell.

Pour les articles homonymes, voir Pile.
La pile 9 volts (ou pile 9V) est une pile électrique de neuf volts. Elle est régulièrement appelée pile à transistor en raison de sa grande utilisation dans les premiers postes à transistors. La pile a la forme d'un prisme rectangulaire aux arêtes arrondies avec un connecteur possédant une borne positive et une négative sur un de ses côtés.
La pile 9 V est régulièrement utilisée dans les baladeurs, les détecteurs et avertisseurs autonomes de fumée, détecteurs-avertisseurs autonomes de monoxyde de carbone, les pédales d'effet, les guitares électro-acoustiques et les télécommandes d'aéromodélisme. Elles sont également utilisées comme source d'alimentation secondaire de certaines horloges électroniques.
Ce format de pile est principalement basé sur une chimie de type alcaline, carbone-zinc, lithium-fer et, sous forme rechargeable, de type nickel-cadmium (NiCd), nickel-hydrure métallique (NiMH) et lithium-ion. Les piles 9V à base de mercure ne sont plus fabriquées de nos jours pour des raisons environnementales.
En 2007, les piles 9 volts comptent pour 4 % des ventes de piles alcalines aux États-Unis. En 2008, les piles 9 volts comptent pour 2 % des ventes totales de piles en Suisse,.

## Conception
Les piles 9 V ont la forme d'un prisme rectangulaire dont les dimensions sont : 48,5 mm x 26,5 mm x 17,5 mm.
La plupart des piles 9 V de type alcalin sont construites à partir de six éléments de 1,5 volt LR61. Ces piles sont légèrement plus petites que les LR8D425 des piles AAAA. Elles peuvent cependant être utilisées à la place de ces dernières dans certains appareils, bien qu'elles soient 3,5 mm plus courtes.
Les types carbone-zinc sont faits de six éléments plats empilés et scellés dans une enveloppe imperméable afin d'éviter qu'ils ne sèchent.
Les accumulateurs rechargeables NiCd et NiMH possèdent entre six et huit éléments de 1,2 volt. Les versions au lithium utilisent trois éléments de 3,2 volts.
| Type         | Type                  | IEC   | ANSI/NEDA | Capacité typique (mAh) | Tension nominale (Volt)      | Tension nominale (Volt) | Tension nominale (Volt) |
| ------------ | --------------------- | ----- | --------- | ---------------------- | ---------------------------- | ----------------------- | ----------------------- |
| Jetable      | Alcaline              | 6LR61 | 1604A     | 565                    | 9                            | 9                       | 9                       |
| Jetable      | Carbone-zinc          | 6F22  | 1604D     | 400                    | 9                            | 9                       | 9                       |
| Jetable      | Lithium               |       | 1604LC    | 1200                   | 9,6                          |                         |                         |
| Rechargeable | NiCd                  | 6KR61 | 11604     | 120                    | 7,2 ou 8,4                   |                         |                         |
| Rechargeable | NiMH                  | 6HR61 | 7.2H5     | 175-300                | 7,2 (certaines à 8,4 et 9,6) |                         |                         |
| Rechargeable | Polymère lithium (en) |       |           | 520                    | 7,3                          | 7,3                     | 7,3                     |
| Rechargeable | Lithium-ion           |       |           | 600                    | 8,4                          | 8,4                     | 8,4                     |

Les appareils fonctionnant à l'aide de piles de 9 V sont généralement conçus pour fonctionner adéquatement pour des différences de potentiel variant de 5 à 9,6 volts.

### Connecteurs
La pile 9 V possède deux terminaux (en) à l'une de ses extrémités séparés d'un demi pouce (12,7 mm) de centre à centre. Le terminal mâle est positif et le terminal femelle, de forme hexagonale ou octogonale, est négatif.
La configuration des connecteurs fait en sorte qu'il est facile de connecter les piles 9 V en série afin d'en augmenter la tension résultante. Il est hélas facile de connecter deux piles ensemble tête-bêche donc en court-circuit, ce qui amène une décharge rapide des deux piles, la création de chaleur et des risques d'incendie.

Piles 9 V
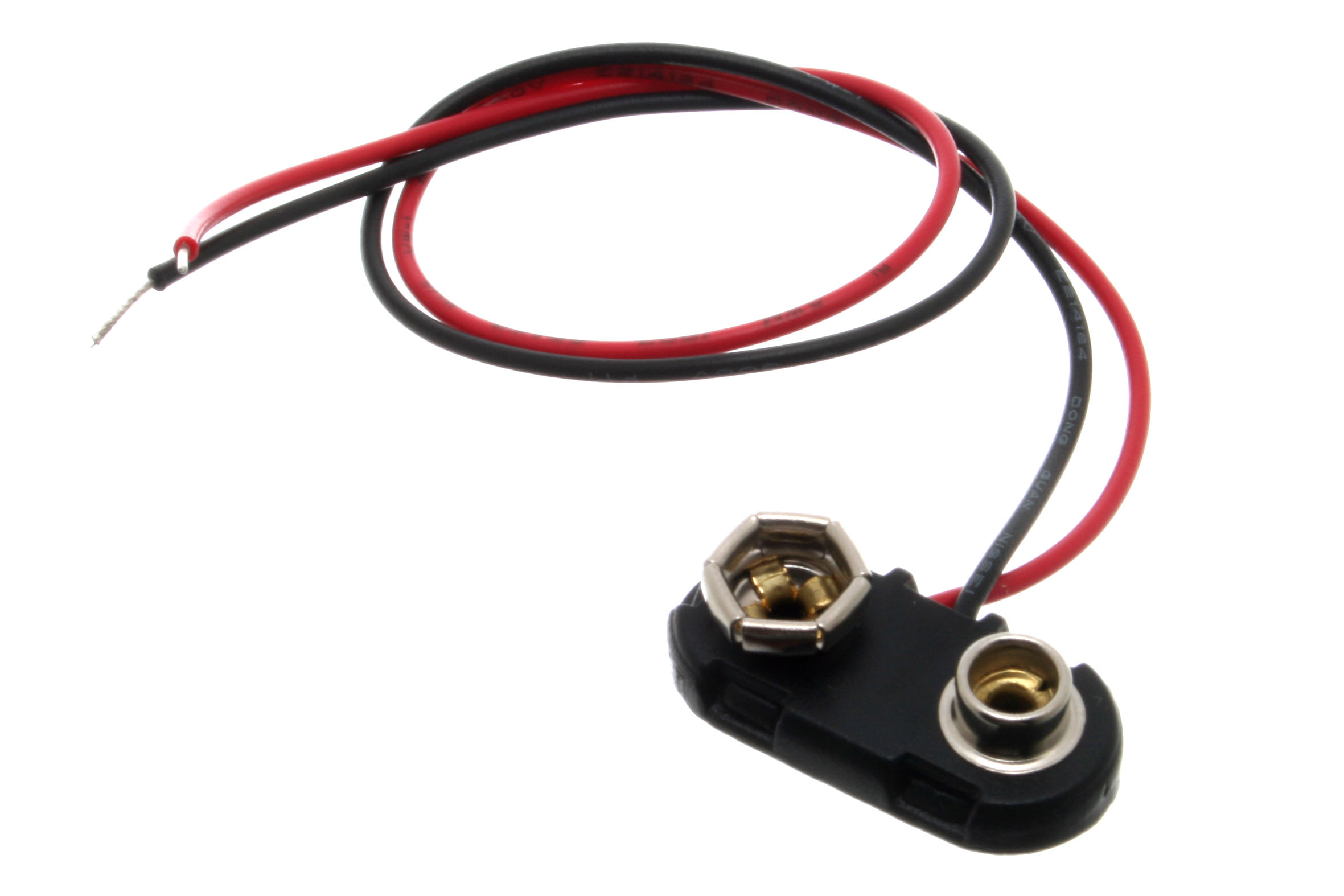
Connecteur d'une pile 9 V.
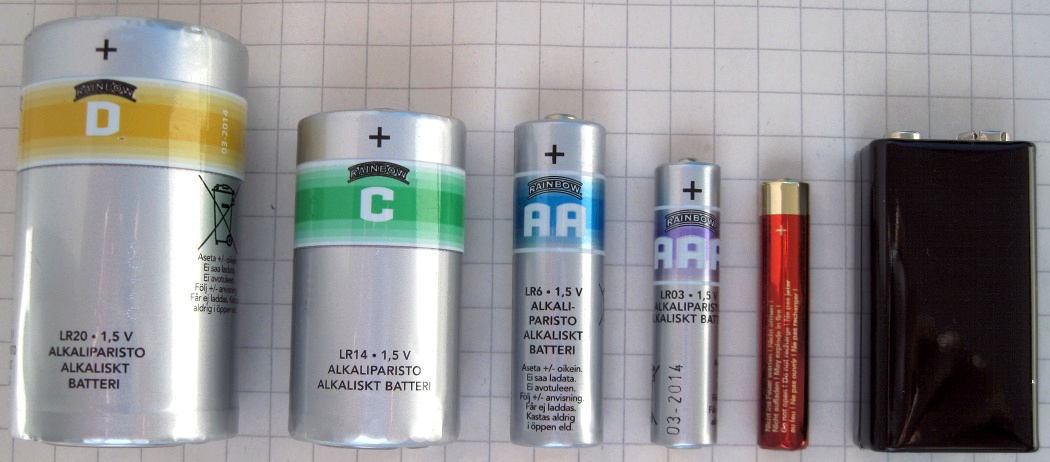
Piles D, C, AA, AAA, AAAA et 9-volt.

## Histoire
La société Energizer affirme avoir introduit ce type de pile en 1956.